# Mudford
Mudford är en ort och civil parish i Storbritannien.   Den ligger i grevskapet Somerset och riksdelen England, i den södra delen av landet, 180 km väster om huvudstaden London. Mudford ligger 28 meter över havet och antalet invånare är 696.
Terrängen runt Mudford är platt. Runt Mudford är det ganska tätbefolkat, med 86 invånare per kvadratkilometer. Närmaste större samhälle är Yeovil, 4,0 km söder om Mudford. Trakten runt Mudford består till största delen av jordbruksmark.